# North Gardner Mountain
La North Gardner Mountain est une montagne des États-Unis située dans l'État de Washington. Avec 2 730 mètres d'altitude, elle forme le point culminant des monts Methow, un massif de la chaîne des Cascades, et du comté d'Okanogan. La montagne est incluse dans la forêt nationale d'Okanogan.